# Sing that song
Sing that song is een Vlaams muzikaal spelprogramma dat van 7 september 2013 tot december 2014 uitgezonden werd op de Vlaamse televisieomroep Eén.

## Programmaformule
Het programma wordt gepresenteerd door Peter Van de Veire. In Sing that song spelen twee teams een muzikaal spel tegen elkaar. Elk team bestaat telkens uit twee bekende of minder bekende, voor de gelegenheid gekoppelde vocale artiesten (uitzonderlijk echter bestaande trio's) en een pianist die zijn naam aan het team geeft. De vaste pianisten zijn Florejan Verschueren en Hannes De Maeyer.
Elke ronde moet er een zin uit een lied worden geraden. De deelnemers mogen telkens een bord omdraaien waar ofwel een woord van de zin op staat of een tekening. Indien dit een blauw scherm is moet het team een lied zingen waarin dat woord voorkomt. Indien het een rood scherm is gaat de beurt over naar de tegenpartij.
Sing that song is bijna identiek aan het format van De Notenclub, dat vanaf 1998 op TV1 werd uitgezonden. De Notenclub was op zijn beurt gebaseerd op het Ierse televisieprogramma The Lyrics Board.

## Afleveringen

### Seizoen 1
| Uitzending                           | Team Florejan                                  | Team Hannes                           | Winnaars      | Kijkcijfers | Marktaandeel |
| ------------------------------------ | ---------------------------------------------- | ------------------------------------- | ------------- | ----------- | ------------ |
| 7 september 2013                     | Free Souffriau & Mich Walschaerts (Kommil Foo) | Jana De Valck & Niels Destadsbader    | Team Florejan | 500.683     | 26,09%       |
| 14 september 2013                    | Eline De Munck & Stan Van Samang               | Robby Longo & Paulien Mathues         | Team Florejan | 524.553     | 27,81%       |
| 21 september 2013                    | Eva De Roovere & Bert Verbeke                  | Brahim & Silke Mastbooms              | Team Florejan | 562.186     | 27,29%       |
| 28 september 2013                    | K3                                             | De Romeo's                            | Team Hannes   | 517.787     | 24,60%       |
| 5 oktober 2013                       | Pieter Schrevens & JackoBond                   | Kris Wauters & Kate Ryan              | Team Hannes   | 487.210     | 21,22%       |
| 12 oktober 2013                      | Sergio & Linda Mertens                         | Udo & Lauren Anny J                   | Team Hannes   | 498.742     | 22,58%       |
| 19 oktober 2013                      | Barbara Dex & Jelle Cleymans                   | Sean Dhondt & Matthijs Vanstaen       | Team Florejan | 434.111     | 22,76%       |
| 26 oktober 2013                      | Gene Thomas & Glennis Grace                    | Kathleen Aerts & Christoff            | Team Florejan | 476.113     | 21,40%       |
| 2 november 2013                      | Born Crain & Els de Schepper                   | Natalia & Steve Kashala               | Team Hannes   | 639.859     | 25,74%       |
| 9 november 2013                      | Kevin Kayirangwa & Maureen Vanherberghen       | Gunther Neefs & Eva Jane              | Team Hannes   | 461.767     | 20,08%       |
| 16 november 2013                     | Kato & Arne Vanhaecke                          | Guy Swinnen & Belle Pérez             | Team Hannes   | 438.376     | 20,81%       |
| 23 november 2013                     | Maartje Van Neygen & Wim Soutaer               | Ann Van den Broeck & Jan Van Looveren | Team Florejan | 474.903     | 21,46%       |
| 30 november 2013                     | Bart Peeters & Chantal Kashala                 | Ivan Pecnik & Eva Van Der Gucht       | Team Florejan | 484.561     | 22,15%       |
| 31 december 2013 (eindejaarsspecial) | Gene Thomas & Kristel Verbeke                  | Eline De Munck & Niels Destadsbader   | Team Florejan | 556.972     | 33,55%       |

### Seizoen 2
| Uitzending                           | Team Florejan                                              | Team Hannes                                                  | Winnaars      | Kijkcijfers | Marktaandeel |
| ------------------------------------ | ---------------------------------------------------------- | ------------------------------------------------------------ | ------------- | ----------- | ------------ |
| 6 september 2014                     | Natalia & Paul Michiels                                    | Slongs Dievanongs & Ludovic Nyamabo                          | Team Hannes   | 515.048     | 26,01%       |
| 13 september 2014                    | Axel Hirsoux & Els de Schepper                             | Loredana & Udo                                               | Team Florejan | 525.706     | 25,34%       |
| 20 september 2014                    | Bert Verbeke & Elke Buyle                                  | Eline De Munck & Tom De Man                                  | Team Florejan | 438.085     | 23,45%       |
| 27 september 2014                    | Yass & Jessy                                               | Günther Neefs & Glennis Grace                                | Team Hannes   | 436.557     | 22,76%       |
| 4 oktober 2014                       | Gene Thomas & Lauren De Ruyck                              | Mathias Vergels & Dunja Mees                                 | Team Hannes   | 521.986     | 25,68%       |
| 11 oktober 2014                      | De Grietjes (Isabelle A, Silvy De Bie en Anneke van Hooff) | De Romeo's (Chris Van Tongelen, Davy Gilles en Gunther Levi) | Team Florejan | 560.559     | 26,87%       |
| 18 oktober 2014                      | Amaryllis Uitterlinden & Axl Peleman                       | Barbara Dex & Yannick Bovy                                   | Team Hannes   | 481.122     | 23,16%       |
| 25 oktober 2014                      | Charlotte Leysen & Maureen Vanherberghen                   | Gert Verhulst & Bart Kaëll                                   | Team Florejan | 523.836     | 23,65%       |
| 1 november 2014                      | Sergio & Do                                                | Hadise & Brahim                                              | Team Florejan | 466.244     | 21,05%       |
| 8 november 2014                      | Geena Lisa & Nick Schilder                                 | Eva Jacobs & Simon Keizer                                    | Team Hannes   | 441.407     | 20,16%       |
| 15 november 2014                     | Silke Mastbooms & Stan Van Samang                          | Jan Smit & Karen Damen                                       | Team Hannes   | 536.848     | 24,04%       |
| 22 november 2014                     | Kristel Verbeke & Koen Wauters                             | Jasper Publie & Laura Tesoro                                 | Team Hannes   | 542.374     | 24,92%       |
| 29 november 2014                     | Josje Huisman & Ian Thomas                                 | Belle Pérez & Christoff De Bolle                             | Team Florejan | 567.112     | 24,19%       |
| 31 december 2014 (eindejaarsspecial) | Laura Tesoro & Stan Van Samang                             | Natalia & Gerard Joling                                      | Team Florejan | 463.181     | 26,70%       |